# Henry Marchmore Shaw

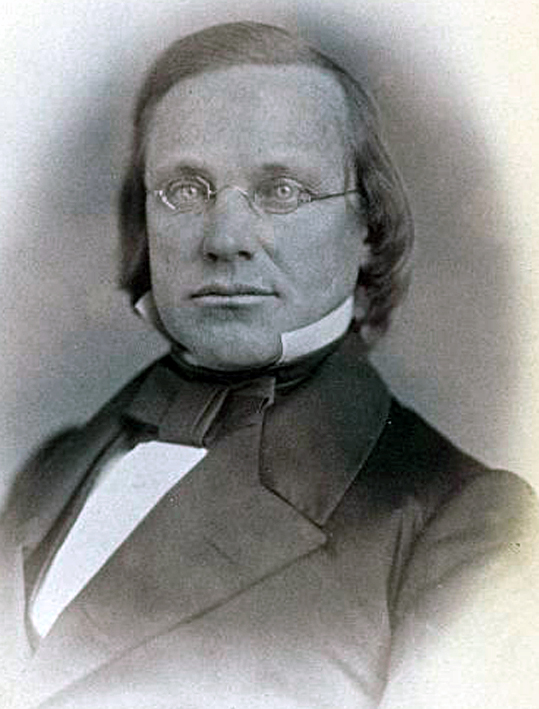
Henry Marchmore Shaw (1859)

Henry Marchmore Shaw (* 20. November 1819 in Newport, Rhode Island; † 1. November 1864 bei New Bern, North Carolina) war ein US-amerikanischer Politiker. Zwischen 1853 und 1855 sowie nochmals von 1857 bis 1859 vertrat er den Bundesstaat North Carolina im US-Repräsentantenhaus.

## Werdegang
Nach der Grundschule studierte Henry Shaw bis 1838 an der University of Pennsylvania in Philadelphia Medizin. Nach seiner Zulassung als Arzt begann er in Indiantown (North Carolina) in seinem neuen Beruf zu praktizieren. Gleichzeitig schlug er als Mitglied der Demokratischen Partei eine politische Laufbahn ein.
Bei den Kongresswahlen des Jahres 1852 wurde Shaw im ersten Wahlbezirk von North Carolina in das US-Repräsentantenhaus in Washington, D.C. gewählt, wo er am 4. März 1853 die Nachfolge von Thomas Lanier Clingman antrat. Da er im Jahr 1854 nicht bestätigt wurde, konnte er bis zum 3. März 1855 zunächst nur eine Legislaturperiode im Kongress absolvieren. Diese war von den Ereignissen im Vorfeld des Bürgerkrieges geprägt. Dabei ging es damals vor allem um die Frage der Sklaverei und die Rechte der Einzelstaaten.
Bei den Wahlen des Jahres 1856 wurde Shaw erneut im ersten Distrikt von North Carolina in den Kongress gewählt, wo er am 4. März 1857 Robert Treat Paine ablöste, der zwei Jahre zuvor sein Nachfolger geworden war. Nachdem er im Jahr 1858 nicht in seinem Mandat bestätigt worden war, konnte er bis zum 3. März 1859 nur eine weitere Amtszeit im US-Repräsentantenhaus verbringen. Dort hatte sich der Gegensatz zwischen den Abgeordneten aus dem Norden und dem Süden inzwischen noch mehr verschärft.
Während des seit 1861 laufenden Bürgerkrieges war Henry Shaw Oberst im Heer der Konföderation. Im Jahr 1862 geriet er zwischenzeitlich in Kriegsgefangenschaft, aus der er aber durch einen Gefangenenaustausch wieder freikam. Danach kämpfte er weiter für die Konföderierten Staaten. Bei einem Gefecht in der Nähe von New Bern wurde er am 1. November 1864 tödlich verwundet.